# 잃어버린 도시 Z
잃어버린 도시 Z(Lost City of Z)는 20세기 초 영국의 측량사인 퍼시 해리슨 포싯(Percy Harrison Fawcett) 대령이 브라질 마투그로수주(Mato Grosso) 주의 정글에 존재했다고 믿었던 원주민 도시에 붙인 이름이다. 남아메리카의 초기 역사와 아마존강 지역에 대한 자신의 탐험을 바탕으로 포싯은 한때 그곳에 복잡한 문명이 존재했으며 고립된 유적이 살아남았을 수도 있다는 이론을 세웠다.

## 대중문화
2005년 미국 언론인 데이비드 그랜은 더 뉴요커에 포싯의 탐험과 발견에 관한 "잃어버린 도시 Z"(The Lost City of Z)라는 제목의 기사를 게재했다. 2009년에 그는 이 기사를 같은 제목의 책으로 발전시켰고, 2016년에는 작가 겸 감독 제임스 그레이가 찰리 허냄, 로버트 패틴슨, 톰 홀랜드 (배우), 시에나 밀러 주연의 동명 영화로 각색 제작했다.

## 같이 보기
- 엘도라도